# Dino Crisis (serie)
La serie Dino Crisis (ディノクライシス?, Dino Kuraishisu) è una serie di videogiochi, creata dalla software house Capcom, del genere survival horror in terza persona, costituita da tre titoli (Dino Crisis, Dino Crisis 2 e Dino Crisis 3) e due spin-off (Dino Stalker & Dino Crisis: Dungeon In Chaos). Nel gioco i protagonisti si trovano a dover fronteggiare dei dinosauri usando svariate tipologie di armi e, muovendosi attraverso ambienti di vario genere (foreste, grotte, edifici, laboratori), cercano di risolvere determinati enigmi e di venire a capo degli strani eventi che accadono. 
I primi due titoli sono ambientati intorno agli anni 2009-2010 su isole sperdute con dei laboratori centrali, dove scienziati stanno lavorando ad armi potentissime basate sulla Terza Energia: una strana fonte energetica che come effetto collaterale sviluppa dei portali che hanno portato dei dinosauri nella nostra epoca. Per molti aspetti i primi due Dino Crisis sembrano aver preso ispirazione dal film Jurassic Park. Il terzo invece è uno sparatutto di tipo fantascientifico, ambientato nello spazio nell'anno 2548, che sebbene riprenda nella trama i concetti della Terza Energia narra una storia completamente diversa con protagonisti diversi. Lo spin-off è chiamato Gun Survivor 3: Dino Crisis o Dino Stalker ed a differenza degli altri giochi è uno sparatutto in prima persona.
La serie, sebbene non abbia raggiunto la fama ed il successo di altre serie Capcom come Resident Evil o Street Fighter, ha comunque goduto di un buon successo grazie soprattutto ai primi due titoli.

## Riferimenti aJurassic Park
La serie Dino Crisis (tranne in Dino Crisis 3) sembra trarre molta ispirazione dal noto film di Steven Spielberg tratto dal romanzo di Michael Crichton.
Le somiglianze spiccano maggiormente nelle ambientazioni nonché nella trama dove, sebbene siano storie diverse (in Jurassic Park i dinosauri sono creati geneticamente mentre in Dino Crisis sono teletrasportati dal passato), fondono entrambe scienza ed alta tecnologia col mito dei dinosauri. In più entrambi narrano un'avventura d'azione con uomini del presente che si trovano a fronteggiare creature del Giurassico.
Le analogie sono anche confermate da alcuni episodi durante il gioco, come quando nel primo Dino Crisis vi è una battuta del personaggio Rick che ad un certo punto dice: "mi sembra di essere in un film".
Successivamente il film Jurassic Park III uscito nel 2001 sembra invece richiamare alcune caratteristiche del gioco:
- In Jurassic Park III uno dei mercenari al servizio di Kirby si chiama Cooper, proprio come l'agente del gioco Dino Crisis. Entrambi vengono uccisi piuttosto in fretta ad inizio storia da grandi carnivori: il Cooper del gioco viene ucciso da un Tirannosauro nella sequenza d'apertura, mentre quello del film viene divorato dallo Spinosaurus.

- Come in Dino Crisis 2 un nuovo carnivoro gigante uccide facilmente il tirannosauro in combattimento. Nel gioco si tratta del Giganotosaurus Mutante e nel film dello Spinosaurus.

- Il ruggito dello Spinosaurus è così potente da smuovere gli oggetti tutto attorno, come il Giganotosaurus in Dino Crisis 2

- Nello spin-off della serie  Dino Stalker uno dei Carnotaurus finisce ucciso da un Tirannosauro, stessa cosa si ripeterà nel film Jurassic Word - Il regno distrutto.[senza fonte]

## Serie principale
I videogiochi della serie principale sono:
- Dino Crisis (1999), per PS, Dreamcast e Windows.
- Dino Crisis 2 (2000), per PS e Windows.
- Dino Crisis 3 (2003), per Xbox.

## Spin-off
- Dino Stalker (2002), per PS2.

## Personaggi
- Regina, il personaggio giocante e spia al servizio della S.O.R.T.
- Dott. Edward Kirk, lo scienziato pazzo responsabile della teoria "Terza Energia". È ossessionato dal suo lavoro, arrogante ed egoista.
- Gale e Rick, una spia veterana e l'esperto di informatica, fanno parte della prima squadra di Regina.
- Dylan Morton e David Fork, agenti T.R.A.T. del secondo team di Regina.